# Lustiga Lotta
Växten lustiga Lotta (Tradescantia cerinthoides) är en himmelsblomsväxtart som beskrevs av Carl Sigismund Kunth. Lustiga Lotta ingår i släktet båtblommor, och familjen himmelsblomsväxter. Inga underarter finns listade.